# Friesenheim, Bas-Rhin

Friesenheim este o comună în departamentul Bas-Rhin, Franța. În 1 ianuarie 2022 avea o populație de 617 de locuitori.